# Вазописець Дарія

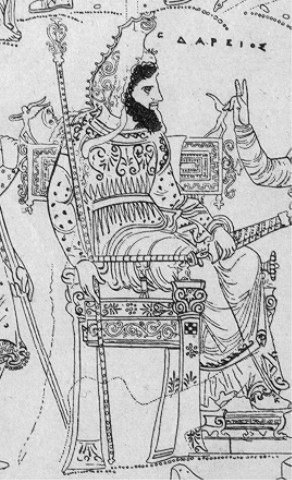
Ваза Дарія, фрагмент із зображенням Дарія Великого — іменна ваза Вазописця Дарія

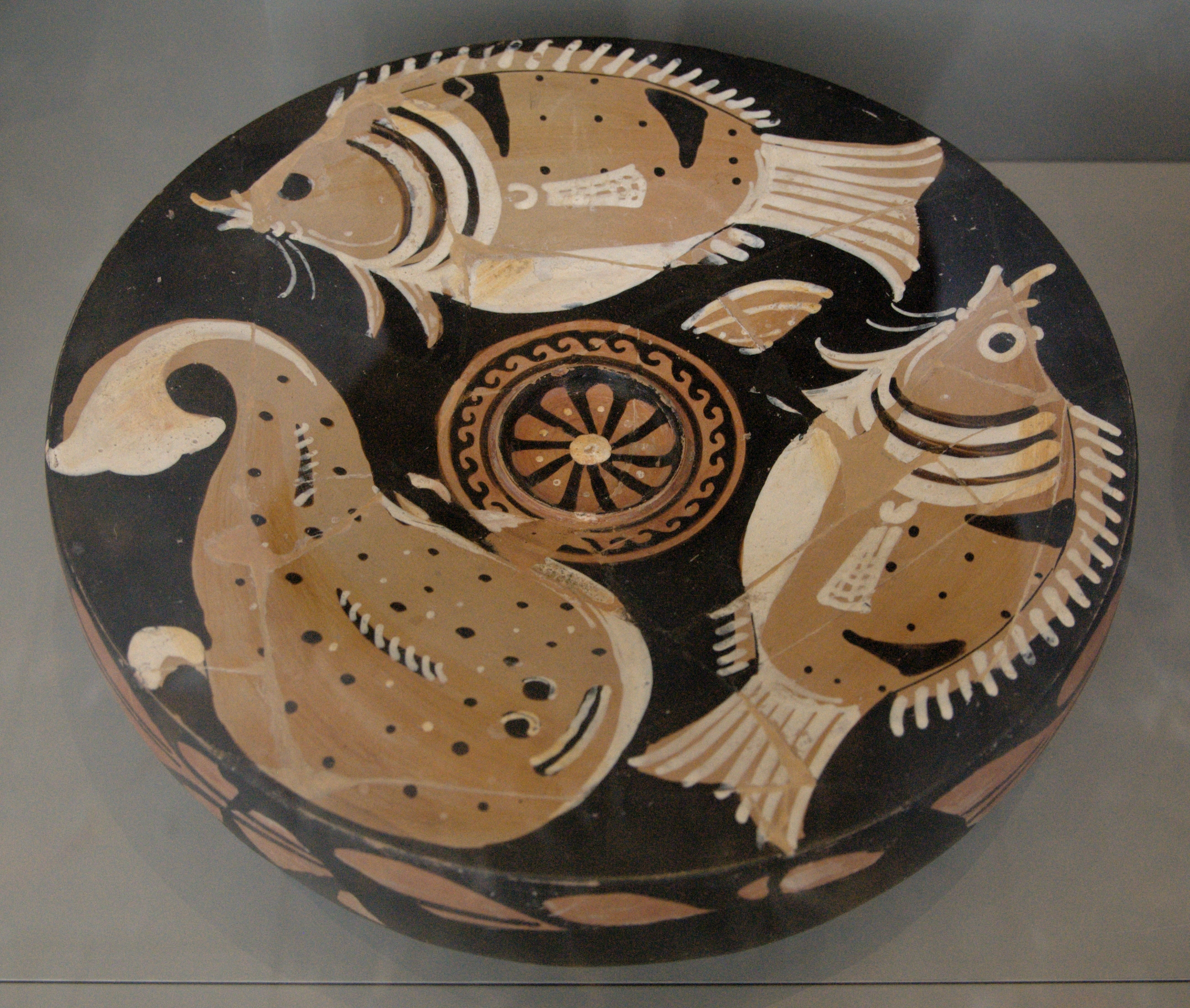
Апулійська рибна таріль із зображенням трьох окунів, Вазописець Дарія, Британський музей

Вазописець Дарія — анонімний давньогрецький вазописець, працював в Апулії близько 340—320 до н. е. у червонофігурній техніці наприкінці доби «розкішного стилю».
Свою умовну назву Вазописець Дарія отримав за іменною вазою, так званою, Вазою Дарія, яку було виявлено 1851 року поблизу Каноса-ді-Пулья. Нині вона експонується в Національному археологічному музеї Неаполя (експонат H3253).

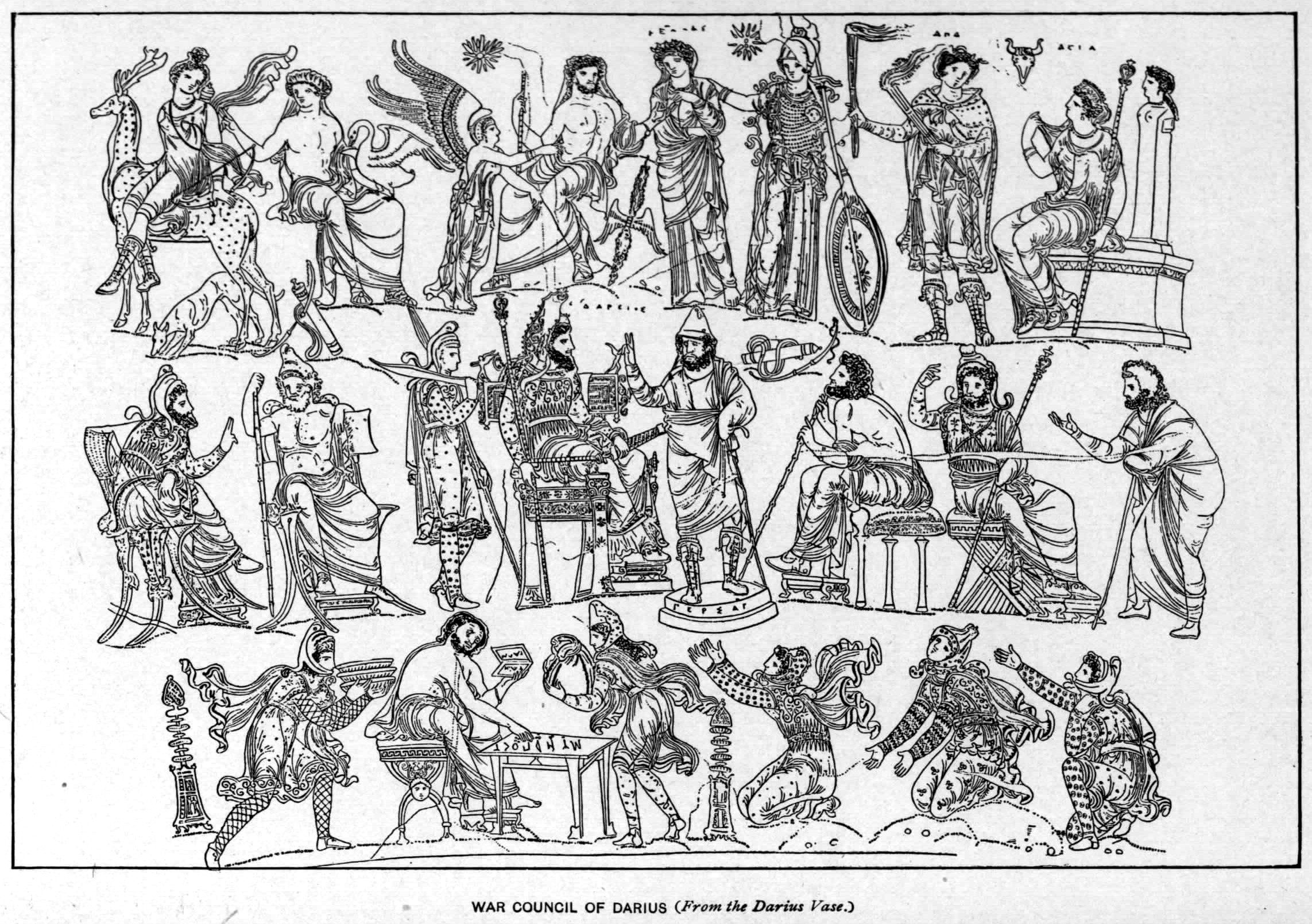
Військова рада Дарія з Вази Дарія, ескіз 1899 року

Більшість його робіт — вази великих форм, зокрема, кратери з волютами, амфори та лутрофори. Найчастіше художник зображував театральні сцени, особливо з класичних трагедій Евріпіда, або сцени давньогрецької міфології. Ціла низка міфологічних мотивів, не представлених у збережених літературних творах або переказах, відома виключно за вазами Вазописця Дарія. Серед ваз малих форм у Вазописця Дарія здебільшого зустрічаються пеліки, на яких зображувались весільні сцени, жіночого побуту, діонісійські та ероські мотиви. На відміну від інших сучасних художників, поховальні сцени (вази для наїскосів) у творчості Вазописця Дарія трапляються рідко. Деякі з його робіт, як і Ваза Дрія зображують цілком історичні сюжети.